# Haustellotyphis
Haustellotyphis is een geslacht van weekdieren uit de klasse van de Gastropoda (slakken).

## Soorten
- Haustellotyphis cumingii (Broderip, 1833)
- Haustellotyphis wendita Hertz, 1995